# 珀斯 (明尼蘇達州)
珀斯（英語：Perth）是位於美國明尼蘇達州布盧厄斯縣的一個非建制地區。

## 歷史
珀斯的郵局於1867年設立，其後於1871年停運。此地原名為艾斯蘭（Iceland），1905年改為現稱。現稱得名自蘇格蘭的伯斯。

## 地理
珀斯所處的海拔為高於海平面304米（即997英呎），而該地所採用的時區為UTC-6，即北美中部時區（CST）。同時該地設有夏令時間，為UTC-6調快一小時，即UTC-5（CDT）。